# 长梗郁李
长梗郁李（学名：Cerasus japonica var. nakaii）为蔷薇科樱属下的一个变种。

## 扩展阅读
- 維基物種上的相關：长梗郁李